# Apodia
Apodia là một chi bướm đêm thuộc họ Gelechiidae.